# Johann Armsheimer
Johann Josef Armsheimer (russifié en Иван Иванович Армсгеймер, Ivan Ivanovitch Armsheimer), né le 7 mars 1860 à Dresde en Saxe et mort en 1933 à Léningrad (URSS) est un compositeur d'origine allemande, ayant fait sa carrière en Russie.

## Biographie
Armsheimer est formé au conservatoire de Saint-Pétersbourg (où il est dans la classe de composition de Rimsky-Korsakov et dans celle de Franz Czerny pour le piano) et ensuite est engagé à l'orchestre du Théâtre Michel comme trompettiste et cornettiste, (1883-1904). Il est chef d'orchestre de l'orchestre militaire du régiment des chasseurs de la garde et du régiment des chevaliers-gardes de 1882 à 1912, et trompettiste au Théâtre Mariinsky à partir de 1902. Il enseigne dans diverses institutions pétersbourgeoises dont le Premier corps de cadets et le Corps des cadets Nicolas. Il compose essentiellement pour le Ballet impérial, mais il crée aussi des ouvertures, trois cantates, des suites pour flûte et piano, pièces pour violon, violoncelle, piano, etc., et 150 romances. Il est également l'auteur d'un manuel d'instrumentation en dix tomes. Il était en rapport avec Tchaïkovski.

## Quelques œuvres
- Der Oberförster, opéra en allemand en deux actes, troupe allemande de Saint-Pétersbourg (1890)
- Sous la feuillée, opéra en français en un acte[1]
- L'Adieu du cosaque, opéra (1900)
- La Halte de cavalerie, ballet en un acte, Mariinsky, et Moscou pour le couronnement de Nicolas II (1896)
- La Fiancée pauvre, ballet sur un thème hongrois
- Le Roi de la Forêt, ballet sur une ballade de Goethe
- Le Disciple du magicien, ballet sur une ballade de Goethe
- Au carrefour, ballet chorégraphié par Alexandre Chiriaïev pour le Mariinsky (première le 12 décembre 1904)